# Скрытный древолаз
Скры́тный древола́з (лат. Hyloxalus abditaurantius, до 2006 года — Colostethus abditaurantius) — вид бесхвостых земноводных рода Hyloxalus семейства древолазов (Dendrobatidae). Находится на грани полного исчезновения, либо исчез. Последнее наблюдение датировано концом 1990-х годов. 

## Распространение
Этот вид является эндемиком с западного и центрального склонов Кордильер в Колумбии. Встречается на высоте с 1450–2000 м над уровнем моря. Наземный вид, обитает на растительности вдоль водных источников, преимущественно во вторичных лесах, что, видимо, является адаптацией к вмешательству человека.

## Размножение
Откладывает яйца на листья в лесу, а затем переносит головастиков в воду, где они развиваются дальше.